# Bahnhof Hannover-Linden
Der Bahnhof Hannover-Linden ist ein Bahnhof der DB InfraGO AG in der Landeshauptstadt Hannover. Er liegt an den Strecken 1750 (Güterumgehungsbahn Hannover) und 1760 (Hannover–Altenbeken), die parallel im Linienbetrieb durch ihn hindurchführen. Im Ost- und Westkopf des Bahnhofs können Züge zwischen den Strecken wechseln. Im Ostkopf liegt auch der Bahnhofsteil Hannover-Linden/Fischerhof. Er liegt auf der Grenze zwischen den hannoverschen Stadtteilen Linden-Süd und Ricklingen.

## Entwicklung

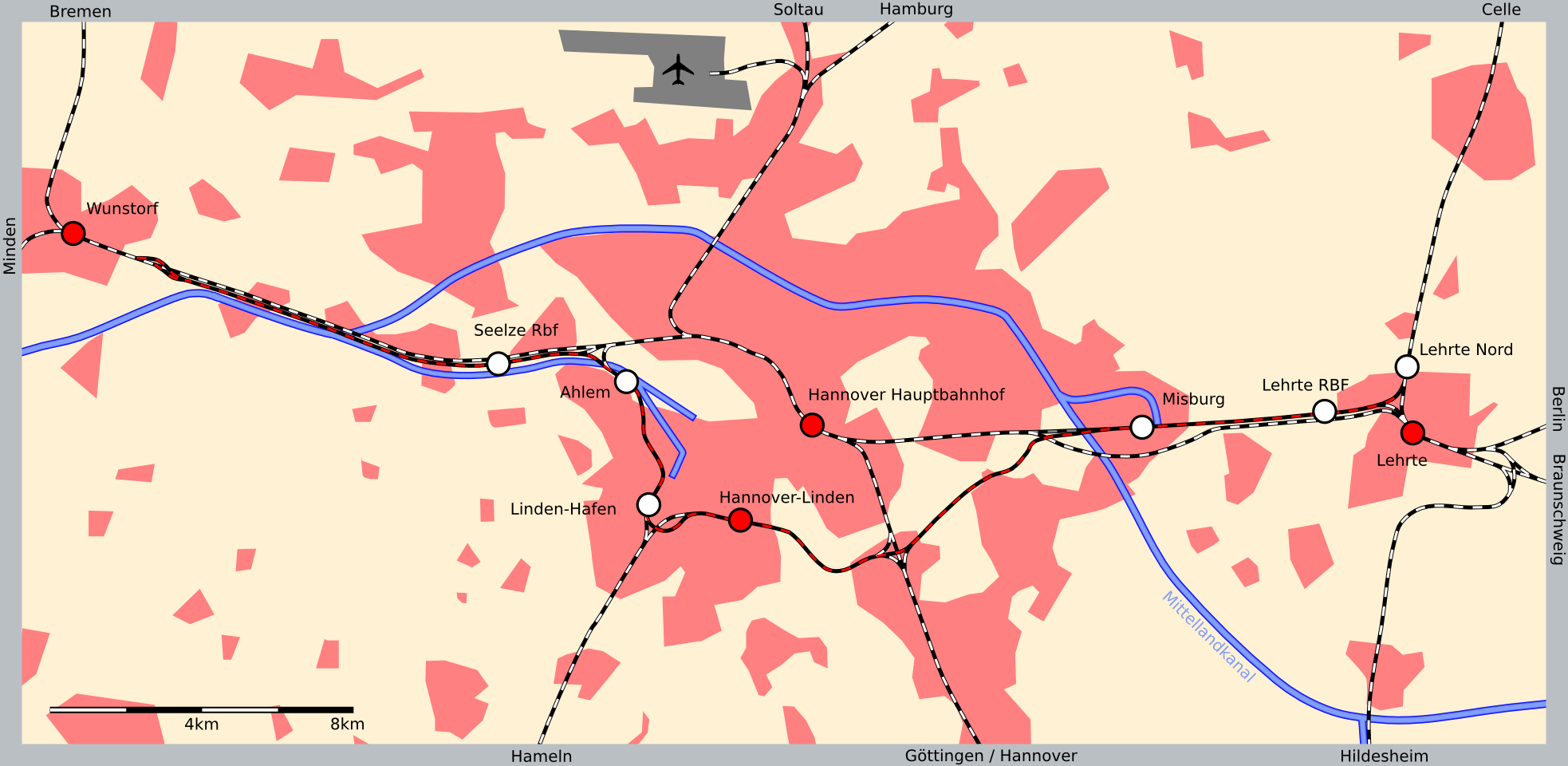
Lage des Bahnhofs an der Güterumgehungsbahn Hannover

Der Bahnhof Linden-Fischerhof entstand 1872 beim Dorf Linden beim Bau der Bahnstrecke Hannover Süd–Altenbeken durch die Hannover-Altenbekener Eisenbahn-Gesellschaft (HAE). Über die in Weetzen abzweigende Deisterbahn konnte so die im Deister abgebaute Kohle in das damals noch selbstständige Linden gebracht werden. Eine Zweigbahn führte vom Bahnhof Fischerhof bis zum Bahnhof Küchengarten, über den weitere Lindener Industriebetriebe einen Eisenbahnanschluss erhielten.

### Name
Der Name Fischerhof beruht auf einem Gehöft mit Fischteichen und einem Gästehaus, das sich seit Anfang des 18. Jahrhunderts auf dem heutigen Bahnhofsgelände befand. Die Anlage gehörte der Familie von Alten. Mit der Eingemeindung Lindens nach Hannover änderte sich der Name in Hannover-Linden, der von Linden-Küchengarten in Hannover-Küchengarten, so dass die Unterscheidung der beiden Lindener Bahnhöfe bei der Eisenbahn entfallen konnte. Im Volksmund blieb die Bezeichnung „Fischerhof“ aber immer präsent, teilweise auch fälschlich in der Bezeichnung „Fischerbahnhof“.

## Verkehr

### Geschichte des Personenverkehrs
In den Anfangsjahren war der Personenverkehr weniger bedeutend als der Güterverkehr. Mit der zunehmenden Industrialisierung ändert sich das rasch, weil zunehmend Pendler aus dem Deisterraum mit der Eisenbahn zu den Industriebetrieben in Linden fuhren. Das Fachwerk-Empfangsgebäude von 1872 wurde 1966 abgerissen und 1969 durch einen etwa 250 Meter weiter östlich liegenden modernen Zweckbau ersetzt. Die Zwischenbahnsteige wurden durch einen Mittelbahnsteig mit 38 cm Kantenhöhe ersetzt. Vom Empfangsgebäude führte nun ein Tunnel zum Inselbahnsteig. Zur EXPO 2000 war ein Neubau des Bahnhofes weiter östlich geplant, konnte aber wegen der vielen anstehenden Umbauten nicht mehr umgesetzt werden. Der Inselbahnsteig wurde mit einer Behelfskonstruktion aus Holz auf 76 cm Kantenhöhe aufgehöht. Der bisherige Bahnhof Hannover-Linden wurde im Mai 2006 für den Personenverkehr aufgegeben und durch die 500 Meter östlich liegende S-Bahn-Station Hannover-Linden/Fischerhof im östlichen Gleisvorfeld ersetzt.

### S-Bahn-Station
Anlässlich der Fußballweltmeisterschaft 2006 wurde die neue Verknüpfungsstation zwischen S-Bahn und Stadtbahn fertiggestellt: Auf der verbreiterten Brücke über den Ricklinger Stadtweg liegt die heutige S-Bahn-Station Hannover-Linden/Fischerhof, unter der Brücke der Hochbahnsteig der Stadtbahn, der die beiden Stadtbahn-Haltestellen August-Holweg-Platz und Fischerhof/Fachhochschule ersetzte. Die Bahnsteige von Stadtbahn und S-Bahn sind durch eine Treppe und einen Aufzug miteinander verbunden. Durch die Verlegung wurde die Station aus der bisherigen abseitigen Lage näher an die Wohngebiete von Ricklingen und Linden-Süd gerückt. Vor allem wird die Station jetzt direkt mit den Stadtbahnlinien 3, 7 und 17 sowie den Buslinien 100 und 200 verknüpft. In direkter Nähe befindet sich die Hochschule Hannover, in fußläufiger Entfernung die Heinz-von-Heiden-Arena. Der Haltepunkt ist keine eigene Betriebsstelle, sondern nur ein Bahnhofsteil. Bei der Namensgebung wurde auf den alten Namen aus der Zeit vor der Eingemeindung Lindens nach Hannover zurückgegriffen, nachdem auch der Name Hannover-Linden/Ricklingen diskutiert worden war.

### Heutiger Personenverkehr
Im Personenverkehr wird der Bahnhof seit 2000 ausschließlich von Zügen der S-Bahn Hannover bedient. Er bietet eine direkte Umsteigemöglichkeit zur Stadtbahn Hannover.
| Linie                    | Verlauf | Takt |
| ------------------------ | --- | --- |
| S 1                      | Minden (Westf) – Bückeburg – Kirchhorsten – Stadthagen – Lindhorst (Schaumb-Lippe) – Haste (Han) – Wunstorf – Dedensen-Gümmer – Seelze – Letter – Hannover-Leinhausen – Hannover-Nordstadt – Hannover Hbf – Hannover Bismarckstraße – Hannover-Linden/Fischerhof – Hannover-Bornum – Empelde – Ronnenberg – Weetzen – Lemmie – Wennigsen (Deister) – Egestorf (Deister) – Kirchdorf (Deister) – Barsinghausen – Winninghausen – Bantorf – Bad Nenndorf – Haste (Han) Stand: Fahrplanwechsel Juni 2022 | 60 min |
| S 2                      | Nienburg (Weser) – Linsburg – Hagen (Han) – Eilvese – Neustadt am Rübenberge – Poggenhagen – Wunstorf – Dedensen-Gümmer – Seelze – Letter – Hannover-Leinhausen – Hannover-Nordstadt – Hannover Hbf – Hannover Bismarckstraße – Hannover-Linden/Fischerhof – Hannover-Bornum – Empelde – Ronnenberg – Weetzen – Lemmie – Wennigsen (Deister) – Egestorf (Deister) – Kirchdorf (Deister) – Barsinghausen – Winninghausen – Bantorf – Bad Nenndorf – Haste (Han) Stand: Fahrplanwechsel Juni 2022       | 60 min |
| S 21                     | Expresslinie: Hannover Hbf – Hannover Bismarckstraße – Hannover-Linden/Fischerhof – Empelde – Weetzen – Wennigsen (Deister) – Barsinghausen Stand: Fahrplanwechsel Juni 2022 | 60 min (nur HVZ)                                                                                            |
| S 5                      | Paderborn Hbf – Altenbeken – Steinheim (Westf) – Schieder – Lügde – Bad Pyrmont – Emmerthal – Hameln – Bad Münder (Deister) – Springe – Völksen/Eldagsen – Bennigsen – Holtensen/Linderte – Weetzen – Hannover-Linden/Fischerhof – Hannover Bismarckstraße – Hannover Hbf – Hannover-Nordstadt – Hannover-Ledeburg – Hannover-Vinnhorst – Langenhagen Mitte – Langenhagen Pferdemarkt – Hannover Flughafen Stand: Fahrplanwechsel Juni 2022                                                           | 60 min 30/60 min (Bad Pyrmont–Hameln) 30 min (Hameln–Hannover Hbf werktags) 30 min (Hannover Hbf–Flughafen) |
| S 51                     | Expresslinie: Hameln – Springe – Hannover-Linden/Fischerhof – Hannover Bismarckstraße – Hannover Hbf – Seelze Stand: Fahrplanwechsel Juni 2022 | 60 min (nur HVZ)                                                                                            |
| Stand: 11. Dezember 2022 | | |

An der Stadtbahn-Haltestelle verkehren folgende Linien: 
| Linie | Verlauf | Takt                                                                                      |
| ----- | --- | ----------------------------------------------------------------------------------------- |
| 3     | Altwarmbüchen – Paracelsusweg – Noltemeyerbrücke – Vier Grenzen – Lister Platz – Hauptbahnhof – Kröpcke – Markthalle/Landtag – Waterloo – Allerweg – Bahnhof Linden/Fischerhof – Wallensteinstraße – Mühlenberger Markt – Wettbergen              | 10 min (werktags) 15 min (sonn-/feiertags)                                                |
| 7     | Misburg – Schierholzstraße – Paracelsusweg – Noltemeyerbrücke – Vier Grenzen – Lister Platz – Hauptbahnhof – Kröpcke – Markthalle/Landtag – Waterloo – Allerweg – Bahnhof Linden/Fischerhof – Wallensteinstraße – Mühlenberger Markt – Wettbergen | 10 min (werktags) 15 min (sonn-/feiertags)                                                |
| 13    | Fasanenkrug – Noltemeyerbrücke – Vier Grenzen – Lister Platz – Hauptbahnhof – Kröpcke – Markthalle/Landtag – Waterloo – Allerweg – Bahnhof Linden/Fischerhof – Wallensteinstraße – Hemmingen                                                      | 10 min (werktags) 15 min (sonn-/feiertags)                                                |
| 17    | Wallensteinstraße – Bahnhof Linden/Fischerhof – Allerweg – Schwarzer Bär – Humboldtstraße – Goetheplatz – Steintor – Hauptbahnhof/ZOB | 20 min (wochentags tagsüber) 20 min (samstags tagsüber) 30 min (sonn-/feiertags tagsüber) |

### Güterverkehr
Direkt am Bahnhof Fischerhof befand sich die Maschinenfabrik Georg Egestorff, die spätere Hanomag, eine der ersten Lokomotivfabriken Deutschlands. Deren zeitweiliger Eigentümer war der Eisenbahnunternehmer Bethel Henry Strousberg, dem auch die HAE gehörte. Aufgrund des direkten Gleisanschlusses brauchten die Lokomotiven nicht mehr auf der Straße durch die Stadt zum Staatsbahnhof transportiert zu werden.
Anlässlich der Fertigstellung der Güterumgehungsbahn Hannover 1909 wurde der Bahnhof Linden-Fischerhof erheblich erweitert und erhielt einen Ablaufberg. 1930 wurde die Strecke zum Küchengarten stillgelegt. Die Bedienung der Anschlüsse am Küchengarten erfolgte nunmehr über die Lindener Hafenbahn, die im Bahnhof Hannover-Linden Hafen die Güterumgehungsbahn anschloss.
Hannover-Linden hat eine lange Tradition als Bahnhof des schnellen Güterverkehrs (so genanntes „rotes Netz“). Güterzüge mit Wechselpritschen und Sattelaufliegern werden hier gebildet und aufgelöst. Auch werden hier Wagengruppen für den „Nachtsprung“, teilweise über die Schnellfahrstrecke Hannover–Würzburg, zusammengestellt und morgens abgehängt.
Daneben dient Hannover-Linden als Verteilbahnhof für den Einzelwagenverkehr im Wirtschaftsraum um Hannover. Bedienfahrten gehen von hier aus (im Uhrzeigersinn) in die Lüneburger Heide, in das Netz der OHE, bis Fallersleben, Alfeld, Voldagsen, Hameln, Barsinghausen und zu den Häfen in Hannover. Im Vor- und Nachlauf besteht Anbindung an den Rangierbahnhof Seelze.
Hannover-Linden ist der einzig verbliebene zentrale Güterbahnhof für Hannover. Hier werden auch die Zirkus- und Schaustellerzüge entladen.
Daneben wird von hier aus die Bahnbau-Logistik im Raum um Hannover bedient. Die Zufuhr zu und Abfuhr von den Bahnbaustellen geschieht von hier aus.

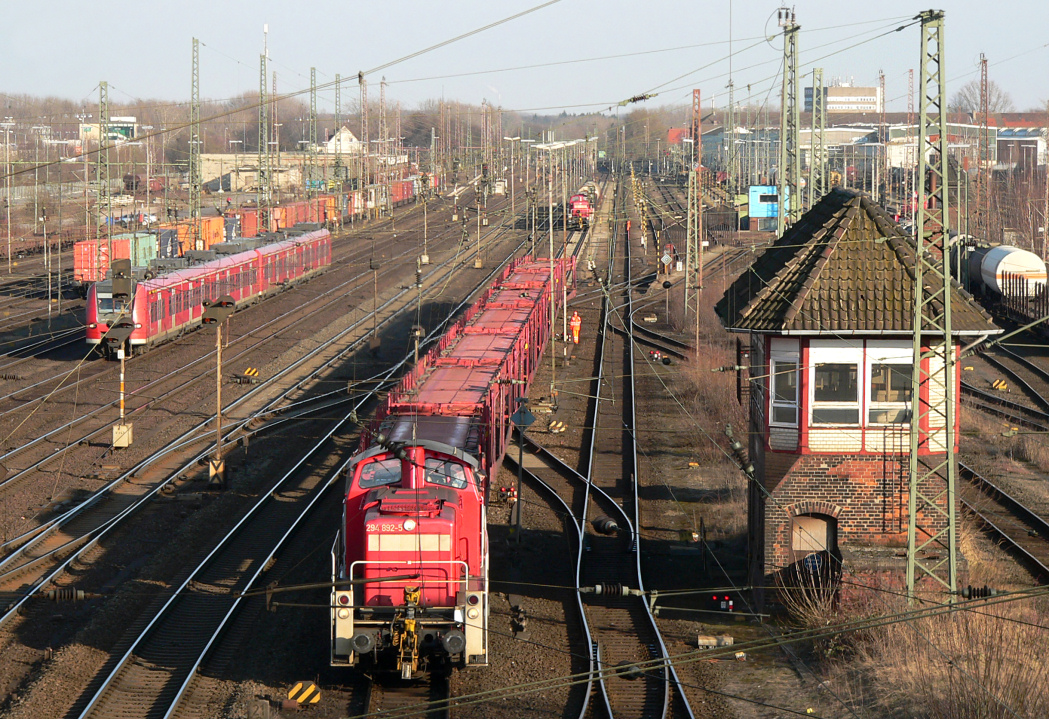
Güterbahnhof Hannover-Linden, 2011

## Betriebseinrichtungen und Bahndienststellen
Südlich des Bahnhofes lag die Hauptwerkstatt der HAE, sie wurde nach deren Verstaatlichung stillgelegt. Die Gebäude wurden 1909/10 für eine Bahnhofserweiterung abgerissen.
Die seit Bestehen des Bahnhofes vorhandene Lokstation wurde zu einem Bahnbetriebswerk mit Ringlokschuppen ausgebaut. Das Bahnbetriebswerk Hannover-Linden wurde 1965 aufgelöst und 1968 abgerissen. Auf der frei gewordenen Fläche wurde ein Jahr später eine Container-Umschlaganlage mit Portalkran errichtet, die 1981 erweitert wurde. Das KV-Terminal wurde vor allem von der ansässigen Automobilzulieferindustrie genutzt. Bis Ende September 2020 wurde es von der DUSS betrieben, danach übernahm der neue Megahub Lehrte die Aufgaben.

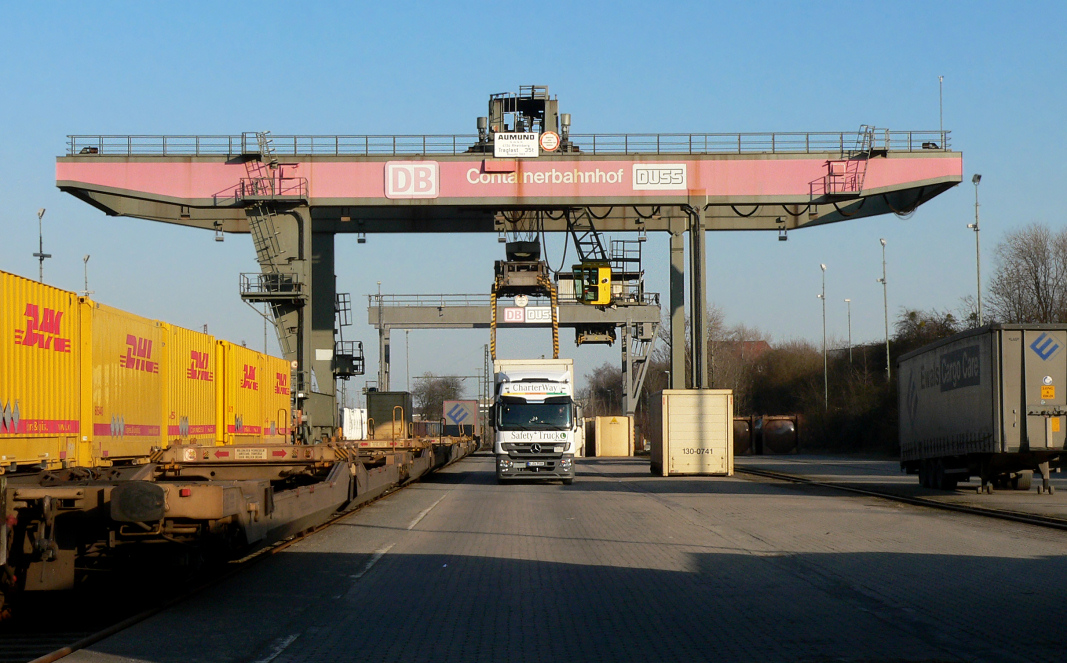
Containerterminal des Güterbahnhofs, 2011

Der Bahnhof verfügt heute auf der Nordseite der Streckengleise über mehrere Nebengleise, teils mit Lichthauptsignalen, eine Ladestraße mit Kopframpe und eine Tankstelle für Dieselloks. Auf der Südseite befinden sich ebenfalls Nebengleise mit Hauptsignalen, ein Rangiersystem West-Ost mit in Betrieb befindlichem Ablaufberg. Der Ablaufbetrieb erfordert noch den Einsatz von Hemmschuhen.
Auf der Nordseite des Westkopfes steht auch das Stellwerk Lf, Bauform SpDrS 60. Es steuert neben dem Bahnhof die Bahnhöfe Ronnenberg, die Abzweigstelle Empelde, den Bahnhof Hannover-Linden Hafen westlich und die Abzweigstellen Hannover-Waldhausen und Hannover-Waldheim östlich. Die angrenzenden Stellwerksbezirke sind Weetzen (Bauform SpDrS 60V), Hannover-Ahlem (E43), Hannover Hbf (ESTW, BZ Hannover), Hannover-Misburg (SpDrS 60) und Hannover-Wülfel (SpDrS 60). Im Stellbereich liegen die Haltepunkte Empelde und Hannover-Bornum.

## Fahrzeugstationierung
Erste in Hannover-Linden stationierte Diesellokomotiven waren V 60, die von der V 90 abgelöst wurden. 2012 sind diese durch Loks des Typs Gravita, DB-Baureihen 261 und 265 ersetzt worden. Seit 2021 werden die Gravitas durch die dieselelektrische Vossloh DE12/18 ersetzt.

## Straßenbahnanschluss
Der Bahnhof verfügte ab 1877 über eine Personenbeförderung in die damalige Nachbarstadt Hannover durch eine Pferdebahn zum Königsworther Platz. Um 1900 wurde die Strecke elektrifiziert und zum Endpunkt einer hannoverschen Straßenbahnlinie.
1954 wurde die seit 1892 bestehende Strecke der Straßenbahn Hannover vom Lindener Bahnhof zum Schwarzen Bär stillgelegt. Durch den Bau der hannoverschen Schnellwege wurde die am Bahnhof entlang führende Göttinger Straße Teil der Bundesstraße 6. Der Bahnhof wurde dadurch vom städtischen Nahverkehr sowie den Wohngebieten von Linden-Süd und Ricklingen abgeschnitten und verlor dadurch für den Personenverkehr erheblich an Bedeutung. 

## Explosionsunglück 1969
Am 22. Juni 1969 explodierte im Güterbahnhof Hannover-Linden ein mit Munition für die Bundeswehr beladener Güterwagen. Dabei kamen acht Angehörige der Berufsfeuerwehr Hannover und vier Mitarbeiter der Deutschen Bundesbahn ums Leben, für die in der Nähe des Unglücksortes eine Gedenktafel aufgestellt wurde. Um diese der Öffentlichkeit näher zu bringen, befindet sich die Tafel seit 2007 an der Stadtbahn-Haltestelle Bahnhof Linden/Fischerhof bei dem Aufgang zur S-Bahn.

## Deportationsort

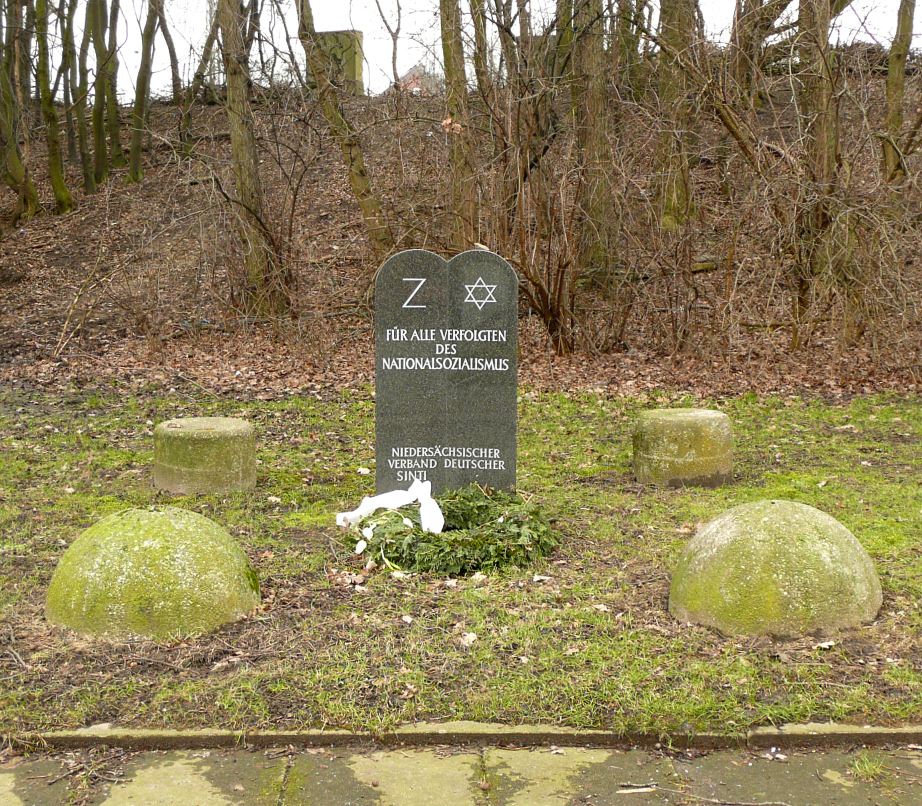
Mahnmal am Bahnhof Fischerhof

Zwischen 1941 und 1945 wurden vom Bahnhof Hannover-Linden in acht Sammeltransporten Juden, Sinti und Roma aus dem Gebiet der Regierungsbezirke Hannover und Hildesheim in verschiedene Ghettos und Konzentrationslager deportiert. Bei den ersten sieben Deportationen diente die Israelitische Gartenbauschule Ahlem als Sammellager. Der erste Zug brachte am 15. Dezember 1941 etwa 1.000 Menschen nach Riga. Zwei weitere Transporte erfolgten am 31. März 1942 nach Warschau und am 23. Juli 1942 nach Theresienstadt. Ein weiterer Transport ging direkt in das Konzentrationslager Auschwitz.
1996 errichteten Vertreter von Sinti und Roma einen Gedenkstein für die Deportierten am Bahnhof vor dem damaligen Zugang zu den Bahnsteigen.